# Gimnastică la Jocurile Olimpice de vară din 1972

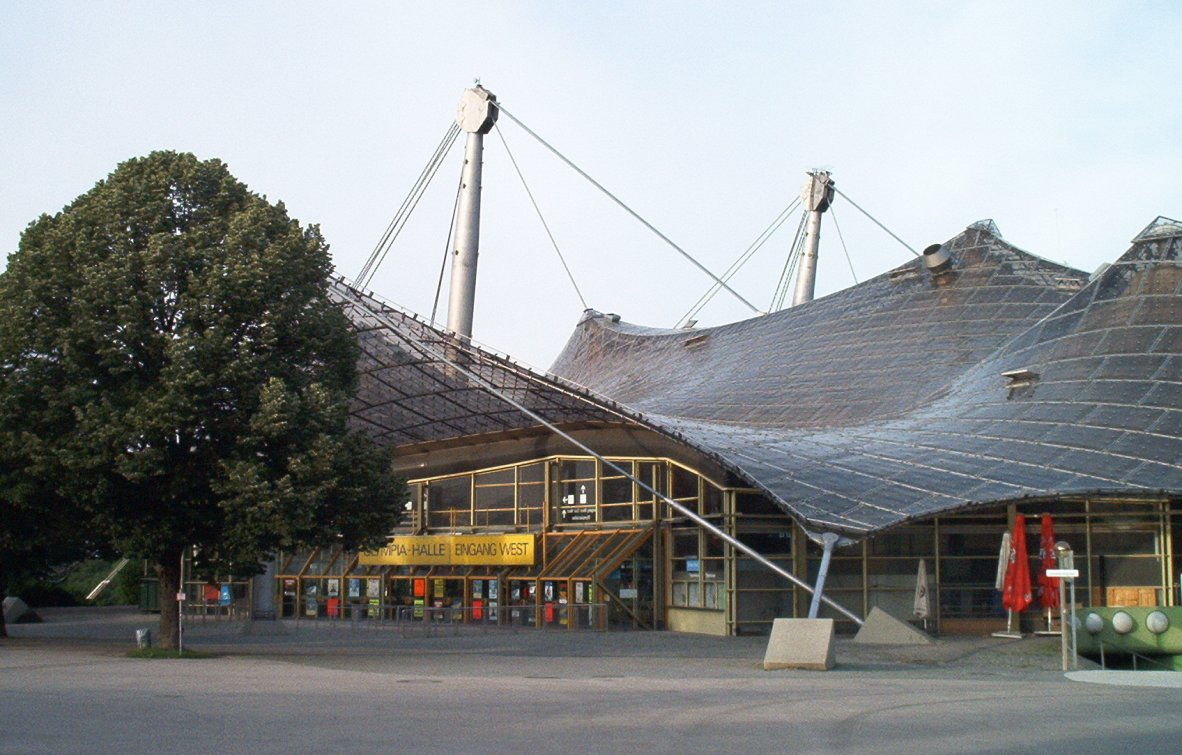
Olympiahalle

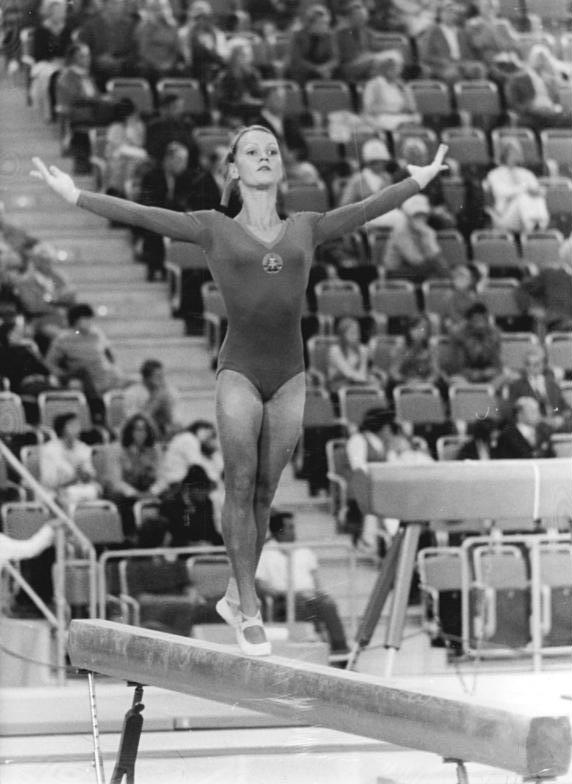
Karin Janz a câștigat cinci medalii, dintre care două de aur

Probele de gimnastică la Jocurile Olimpice de vară din 1972  s-au desfășurat în perioada 27 august - 1 septembrie 1972 la Olympiahalle din München. Au participat 231 de sportivi din 28 de țări.

## Medaliați

### Gimnastică artistică

#### Masculin
| Probă                     | Aur | Argint | Bronz |
| Echipe compus detalii     | Japonia (JPN) · Shigeru Kasamatsu · Sawao Katō · Eizo Kenmotsu · Akinori Nakayama · Teruichi Okamura · Mitsuo Tsukahara | Uniunea Sovietică (URS) · Nikolai Andrianov · Viktor Klimenko · Aleksandr · Edvard Mikaelian · Vladimir Șciukin · Mihail Voronin | Germania de Est (GDR) · Matthias Brehme · Wolfgang Klotz · Klaus Köste · Jürgen Paeke · Reinhard Rychly · Wolfgang Thüne |
| Individual compus detalii | Sawao Katō (JPN) | Eizo Kenmotsu (JPN) | Akinori Nakayama (JPN)                                                                                                   |
| Sol detalii               | Nikolai Andrianov (URS)                                                                                                 | Akinori Nakayama (JPN) | Shigeru Kasamatsu (JPN)                                                                                                  |
| Cal cu mânere detalii     | Viktor Klimenko (URS)                                                                                                   | Sawao Katō (JPN) | Eizo Kenmotsu (JPN) |
| Inele detalii             | Akinori Nakayama (JPN)                                                                                                  | Mihail Voronin (URS) | Mitsuo Tsukahara (JPN)                                                                                                   |
| Sărituri detalii          | Klaus Köste (GDR) | Viktor Klimenko (URS) | Nikolai Andrianov (URS)                                                                                                  |
| Paralele detalii          | Sawao Katō (JPN) | Shigeru Kasamatsu (JPN) | Eizo Kenmotsu (JPN) |
| Bară detalii              | Mitsuo Tsukahara (JPN)                                                                                                  | Sawao Katō (JPN) | Shigeru Kasamatsu (JPN)                                                                                                  |

#### Feminin
| Probă                     | Aur | Argint | Bronz |
| Echipe compus detalii     | Uniunea Sovietică (URS) · Liubov Burda · Olga Korbut · Antonina Koșel · Tamara Lazakovici · Elvira Saadi · Liudmila Turișceva | Germania de Est (GDR) · Irene Abel · Angelika Hellmann · Karin Janz · Richarda Schmeißer · Christine Schmitt · Erika Zuchold | Ungaria (HUN) · Ilona Békési · Mónika Császár · Marta Kelemen · Anikó Kéry · Krisztina Medveczky · Zsuzsa Nagy |
| Individual compus detalii | Liudmila Turișceva (URS) | Karin Janz (GDR) | Tamara Lazakovici (URS)                                                                                        |
| Sărituri detalii          | Karin Janz (GDR) | Erika Zuchold (GDR) | Liudmila Turișceva (URS)                                                                                       |
| Paralele inegale detalii  | Karin Janz (GDR) | Olga Korbut (URS) | |
| Paralele inegale detalii  | Karin Janz (GDR) | Erika Zuchold (GDR) | |
| Bârnă detalii             | Olga Korbut (URS) | Tamara Lazakovici (URS) | Karin Janz (GDR)                                                                                               |
| Sol detalii               | Olga Korbut (URS) | Liudmila Turișceva (URS) | Tamara Lazakovici (URS)                                                                                        |

## Clasament pe medalii
| Loc   | Țară              | Aur | Argint | Bronz | Total |
| ----- | ----------------- | --- | ------ | ----- | ----- |
| 1     | Uniunea Sovietică | 6   | 6      | 4     | 16    |
| 2     | Japonia           | 5   | 5      | 6     | 16    |
| 3     | Germania de Est   | 3   | 4      | 2     | 9     |
| 4     | Ungaria           | –   | –      | 1     | 1     |
| Total | Total             | 14  | 15     | 13    | 42    |